# Yevgenia Belorusets
Yevhenia Markivna Bjelorussez (en ukrainien Євгенія Марківна Бєлорусець), connue internationalement sous le nom de Yevgenia Belorusets, née en 1980 à Kiev, est une écrivaine et une photographe ukrainienne. Elle a cofondé en 2008 la revue de littérature et d'art Prostory . Restée dans son pays durant l’invasion de l'Ukraine par la Russie en 2022, elle écrit un journal sur son regard des effets de la guerre dans la capitale ukrainienne.

## Biographie
Bjelorussez est née en 1980 à Kiev. Ses parents sont juifs, et dissidents, en Union soviétique. Elle étudie la philologie allemande et la littérature allemande à l'université nationale des langues de Kiev de 1996 à 2002, puis obtient un doctorat en littérature et en philosophie à l'université de Vienne, où elle étudie de 2003 à 2005. De 2005 à 2006, elle étudie également à l'école de photographie Viktor Maruschtschenko de Kiev, où elle obtient un diplôme en photographie documentaire.
Elle cofonde en 2008 la revue de littérature et d'art Prostory,. En 2010, elle remporte un concours de photographie sociale organisé par la Royal Photographic Society britannique en collaboration avec The Guardian.
En 2013, elle réalise une série de photographies sur les Carpates. En 2018, elle publie un premier recueil de nouvelles, Щасливі падіння, (titre de l’édition allemande : Glückliche Fälle, publiée en 2019, et titre de l’édition anglaise publiée en 2022 :  Lucky Breaks) qui comprend également des travaux photographiques. Associant fiction et hyperréalisme, ses textes évoquent le Donbass en 2014 et montrent la vie quotidienne sous la guerre. L'édition ukrainienne à Kharkiv est « délibérément conçue en plusieurs langues : la couverture et le texte d'introduction en ukrainien, les histoires en russe - la langue dans laquelle Belorusets les a également écrites ». La traduction allemande de Claudia Dathe est sélectionnée en 2020 pour le prix international de littérature de la Maison des cultures du monde (HKW). Dans une intervention radiophonique à l'occasion de la parution de l'édition anglaise aux États-Unis (en mars 2022), le traducteur Eugene Ostashevsky souligne l'accent mis par Belorusets sur la population civile, en particulier la population féminine.
Yevgenia Bjelorussez vit pendant des années alternativement à Kiev et à Berlin. À Berlin, elle expose et travaille, et en Ukraine, elle collecte des éléments pour des histoires et des projets. Lorsque la guerre du Donbass commence en Ukraine en 2014, elle vit dans le centre de Berlin. Depuis décembre 2021, elle vit à nouveau de manière permanente à Kiev, et elle assiste en février 2022 au début de l'invasion russe de l'Ukraine. Depuis le 26 février 2022, sous le titre Nouvelles de Yevgenia , elle rapporte chaque jour de la semaine sur la radio allemande Rbb Kultur, dans des messages vocaux percutants qu'elle enregistre elle-même, son regard sur les effets de la guerre dans la capitale ukrainienne. Elle tient également un blog, Lettres de Kiev, publié en allemand par l’hebdomadaire Der Spiegel et en anglais sur le site de la revue Artforum. Il est publié en français, traduit de l’allemand par Olivier Mannoni et Françoise Mancip-Renaudie, sous le titre Il est 15 h 30 et nous sommes toujours vivants. Journal de guerre, en 2022, par la maison d'édition Christian Bourgois.